# 278
El año 278 (CCLXXVIII) fue un año común comenzado en martes del calendario juliano, en vigor en aquella fecha.
En el Imperio romano el año fue nombrado como el del consulado de Probo y Lupo o, menos comúnmente, como el 1031 Ab urbe condita, siendo su denominación como 278 posterior, de la Edad Media, al establecerse el Anno Domini.

## Acontecimientos
- Los generales del emperador romano Probo aplacan una revuelta en Egipto del caudillo de los blemios.